# Міхелау-ін-Оберфранкен
Міхелау-ін-Оберфранкен (нім. Michelau in Oberfranken) — громада в Німеччині, розташована в землі Баварія. Підпорядковується адміністративному округу Верхня Франконія. Входить до складу району Ліхтенфельс.
Площа — 19,36 км2. Населення становить 6320 ос. (станом на 31 грудня 2020).